# KkStB 96
Die kkStB 96 war eine Tenderdampflokomotivreihe der kkStB, die ursprünglich von mehreren Privatbahnen stammten und der Krauss Werkstype XLV c entsprachen. 
Die 96.01–02 stammten von der Lokalbahn Fehring–Fürstenfeld, die 96.03–04 von der Lokalbahn Weiz-Gleisdorf, die 96.05–06 von der Kuttenberger Lokalbahn, die 96.07 von der Böhmischen Nordbahn und die 96.08–12 von den Böhmischen Commercialbahnen.

## KkStB 96.01–02 (Lokalbahn Fehring–Fürstenfeld) und kkStB 96.03–04 (Lokalbahn Weiz-Gleisdorf)
Die Lokomotivfabrik Krauss lieferte 1885 zwei dreifach gekuppelte Tenderlokomotiven an die Lokalbahn Fehring–Fürstenfeld und zwei für die Lokalbahn Weiz-Gleisdorf.
Die kkStB reihten sie als 96.01–04 in ihren Bestand ein. Zur BBÖ kam nur mehr die 96.01. Zuletzt wurde sie in Wien im leichten Verschub eingesetzt.
Die 96.01 kam noch zur Deutschen Reichsbahn, bei der sie die Nummer 98.7001 erhielt. Sie überlebte sogar den Zweiten Weltkrieg und wurde auf sowjetische Anordnung erst 1953 verschrottet.

## KkStB 96.05–06 (Kuttenberger Lokalbahn)
Um die Silberbergbaustadt Kuttenberg an das Netz der ÖNWB anzuschließen, wurde die Kuttenberger Lokalbahn gebaut. Diese besorgte auch den Güterverkehr zur dort ansässigen Zuckerfabrik. Für die Abwicklung des Verkehrs wurden bei Krauss in München zwei kleine, dreifach gekuppelte Lokomotiven bestellt. Sie wurden 1885 geliefert und entsprechend ihren Fabriksnummern als 1087K und 1088K bezeichnet.
Den Betrieb auf der Lokalbahn führte die ÖNWB. Als der Betriebsvertrag 1905 endete, kamen die Lokomotiven zur Lokalbahn Polna-Stecken–Polna Stadt.
Die kkStB reihte die beiden Maschinen als 96.05–06 in ihr Reihenschema ein.
Nach dem Ersten Weltkrieg kamen die beiden Maschinen zur ČSD als Reihe 300.5. Sie wurden 1925 ausgemustert.

## KkStB 96.07 (BNB)
Die BNB kaufte diese Lokomotive 1897 von der Zuckerfabrik Dolní Cetno, wo sie „DOLNI CETNO“ hieß. Bei der BNB bildete die 1881 gebaute Maschine die Reihe VII. Als 1908 die kkStB die BNB übernahm, ordnete sie die Lok als 96.07 ein. Sie war baugleich mit den 96.08–12.

## KkStB 96.08–12 (BCB)
Die BCB hatten fünf Stück dieser dreifach gekuppelten Tenderlokomotiven, die von Krauss & Co. gebaut worden waren, in ihrem Besitz. Sie bildeten die Reihe IIIKb. Eine davon, die „RONOV“ wurde 1885 von der Firma Sager (Trenčín) gekauft; die anderen wurden 1881 bis 1883 von Krauss geliefert.
Als die BCB 1910 verstaatlicht wurde (Betrieb durch kkStB ab 1909), wurden die Loks in die Reihe 96 eingeordnet.
Nach dem Ersten Weltkrieg kamen die Maschinen zur ČSD, die sie aber ausschied, ohne ihnen eine eigene Reihenummer zu geben.